# Иссыкский клад
Иссыкский клад (каз. Есік кембеш) — сакский клад IV — III в.в. до н. э., обнаруженный в кургане около города Есик Енбекшиказахского района Алматинской области республики Казахстан. Иссыкский клад в период с 1953 по 1958 год исследовали Г. С. Мартынов, К. А. Акишев, И. И. Копылов.

## История
Иссыкский клад был случайно обнаружен в холмообразном кургане около города Есик в 1953 году учениками Иссыкской средней школы. Были извлечены три медных котла, один железный (чугунный) котёл, два медных блюда, один медный жертвенник и остатки какого-то железного, изъеденного ржавчиной и развалившегося на мелкие кусочки изделия. Находка относится к сако-усуньскому периоду в Семиречье. 

## Описание
В первом кладе найдены следующие предметы: один железный котел с двумя ручками, 3 медных котла (один котёл на подставке, остальные на трёх ножках) лежали опрокинутыми вверх ножками, 2 медных блюдца, посуда из бронзы и железа (IV—III вв. до н. э.). Особое место среди находок занимает бронзовый светильник с конусообразной подставкой (19 см). Круглая тарелка светильника (диаметр 25,7 см) лежит на ажурной конусовидной подставке. На тарелке укреплена скульптурная фигурка лошади, а напротив неё, поджав по-восточному ноги, сидит мужчина.
Второй клад (VII—VI в. до н. э.) состоит из 2 уздечек, кинжала (длиной 22,5 см, шириной 3 см), наконечника стрелы и котла с двумя ручками, украшенного по краям орнаментированным узором.
Предметы лежали в яме диаметром около 2 м, глубиной 2,5-3 м.
Изделия из Иссыкского клада свидетельствуют о высокой культуре, совершенной технике литья и о художественном вкусе саков. На оригинальный способ литья этих предметов впервые обратил внимание И. И. Копылов, высказавший предположение о существовании у сакских мастеров-медников литья с разделителями — жеребейками.

### Комментарии
1. ↑  4 мая 1993 года Постановлением Президиума Верховного Совета Казахстана транскрипция названия города Иссык на русском языке была изменена на Есик.